# Fécocourt
Fécocourt är en kommun i departementet Meurthe-et-Moselle i regionen Grand Est (tidigare regionen Lorraine) i nordöstra Frankrike. Kommunen ligger i kantonen Colombey-les-Belles som tillhör arrondissementet Toul. År 2022 hade Fécocourt 106 invånare.

## Befolkningsutveckling
Antalet invånare i kommunen Fécocourt
| Referens: INSEE |